# 乌将铁路
乌将铁路，即烏魯木齊-準噶爾盆地鐵路，是中华人民共和国新疆维吾尔自治区的一條鐵路線，連接烏北站和奇台县將軍廟站，以運輸準東煤田的煤炭。全長264公里。

## 路線描述
自蘭新鐵路烏北站東端引出，經小黃山站、五彩灣至將軍廟。其中烏北至小黃山為改建線路，小黃山至將軍廟為新建線。

## 歷史
乌将铁路是新疆第一條合資鐵路，總投資25.42億人民幣。2007年11月15日，烏北至準東北站段開工。该段建设时屬國铁I級單線鐵路，預留雙線。由內燃機車牽引，並預留電氣化牽引條件。运行速度为每小时120公里，設計年運輸能力約1,500萬噸，长度194公里。2009年11月18日，乌准段通車。2019年7月12日，开通客运列车，魏家泉站、准东站开始办理客运业务。
2021年3月，正线全长约150公里的乌将铁路扩能改造工程一期（甘泉堡至准东区间）开工建设。扩能改造后，乌将铁路预计年运输量达到8000万吨。9月2日，乌北至将军庙铁路扩能改造工程一期准东至沙地段新增二线开通运营；10月20日，小黄山至下南泉段新增二线开通运营；11月10日，甘泉堡至魏家泉段新增二线开通，至此乌将铁路扩能改造工程一期全部开通运营。
2022年8月15日，乌将铁路扩能改造工程二期乌北至甘泉堡段线路完成扩能改造，乌北至准东段增建二线全部建成。8月26日晚上8点，准东至将军庙段增建二线扩能改造工程开通运营，乌将铁路新增二线全线开通。10月3日，乌北至甘泉堡段电气化开通运营。11月30日，乌将铁路全线电气化开通运营。至此，历时近2年的乌将铁路双线电气化扩能改造工程全部完工。